# Boulange
Boulange – miejscowość i gmina we Francji, w regionie Grand Est, w departamencie Mozela.
Według danych na rok 1990 gminę zamieszkiwało 1757 osób, a gęstość zaludnienia wynosiła 137 osób/km² (wśród 2335 gmin Lotaryngii Boulange plasuje się na 240. miejscu pod względem liczby ludności, natomiast pod względem powierzchni na miejscu 433.).